# Cecil Bridgewater
Cecil Vernon Bridgewater (Urbana (Illinois), 10 oktober 1942) is een Amerikaanse jazztrompettist, componist en muziekpedagoog.

## Biografie
Cecil Bridgewaters grootvader en vader speelden eveneens trompet. Zijn eerste professionele baan had hij in de band van zijn oom. Hij studeerde tussen 1960 en 1964 en na zijn militaire diensttijd in 1968/1969 aan de University of Illinois, met wiens band hij in 1968 in West-Europa en in 1969 in Rusland op tournee was. Met zijn broer Ron formeerde hij de losse formatie Bridgewater Bros. Band, die bestond tot 1989. In 1970 speelde hij bij Horace Silver en ging hij daarna op tournee met het Thad Jones/Mel Lewis Orchestra. Verder werkte hij met Dizzy Gillespie, Art Blakey (1972), Max Roach, Randy Weston, Charles McPherson, Joe Henderson (1975), Roy Brooks, Abdullah Ibrahim en Sam Rivers. Later was hij ook onderweg met de Concert Band van George Gruntz en werkte hij mee aan opnamen van McCoy Tyner, Frank Wess, Heiner Stadler, Jack McDuff, Richard Davis, Billy Harper, Dee Dee Bridgewater, Antonio Hart, Groove Holmes en John Stubblefield.
Bridgewater kreeg compositie-opdrachten van orkesten als het Cleveland Chamber Orchestra en van Meet The Composers, maar ook voor Lena Horne, Vanessa Rubin en Dee Dee Bridgewater (met wie hij was getrouwd sinds 1970) schreef hij composities en arrangementen. Hij was jarenlang werkzaam bij Jazzmobile als muziekpedagoog en doceerde trompet, improvisatie, arrangement en bigbandspel. Bovendien had hij leeropdrachten aan The New School en de Manhattan School of Music.

## Discografie
- 1978: Lightning and Thunder (Denon Records)
- 1979: Generations Suite (Denon Records)
- 1993: I Love Your Smile (Mesa Records)
- 1998: Mean What You Say (Brownstone Recordings)